# Longrita yuinmery
Longrita yuinmery là một loài nhện trong họ Trochanteriidae. Loài này phân bố ở Tây Úc.